# 라이야옌

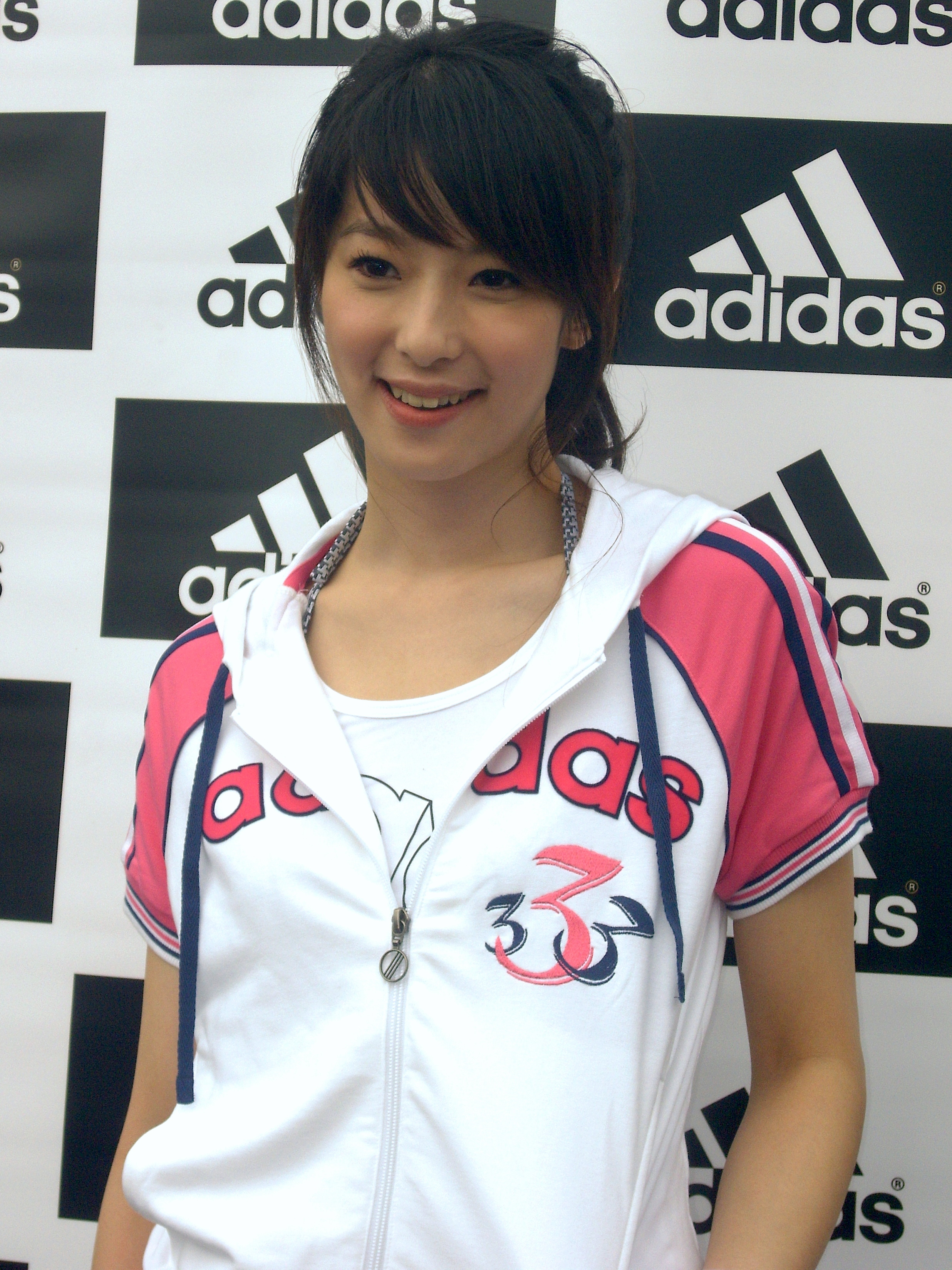

라이야옌(중국어: 賴雅妍, 병음: lài Yǎyán, 한자음: 뢰아연, 1979년 12월 5일 ~ )은 중화민국의 가수, 배우, 모델이다.
융허구에서 태어났다.

## 방송
- 애상가문
- 량개파파
- 라사소저요출가
- 진적한자
- 괴보1949

## 영화
- 마라탕 (2019년)
- 청춘로드 (2016년)
- 애상가문 (2015년)
- 카페, 한 사람을 기다리다 (2014년) - 아부쓰 역
- 량개파파 (2013년)
- 라사소저요출가 (2012년)
- 점핑 보이 (2012년)
- 진적한자 (2011년)
- 애도저 (2009년)
- 심정밀마 (2006년) - 샤오광 역
- 교극력중격 (2006년) - 임미리, 앨리 리 역
- 마르스 (2004년)